# Charles Edward Stuart
Charles Edward Stuart Louis John Sylvester Maria Casimir Stuart (31. prosinca 1720. – 31. siječnja 1788.), za života u Britaniji obično poznat kao Mladi Pretendent i Mladi Kavalir i često u retrospektivnim izvješćima poznat kao Bonnie Prince Charlie bio je drugi jakobitski pretendent na prijestolja Engleske, Škotske, Francuske i Irske (kao Karlo III.), nakon smrti svoga oca 1766. Polagao je pravo kao najstariji sin Jamesa Francisa Edwarda Stuarta, koji je bio sin Jakova II. i VII. Charles je najpoznatiji kao poticatelj jakobitske bune iz 1745., u kojoj je vodio pobunu kako bi vratio svoju obitelj na prijestolje Velike Britanije. Buna je završila porazom nakon bitke kod Cullodena, što je u biti dokrajčilo jakobitski pokret. Jakobiti su podržavali Stuarte nadajući se vjerskoj toleranciji za rimokatolike i jer su vjerovali u božansko pravo kraljeva. Charlesov bijeg iz Škotske nakon ustanka učinio ga je romatičnom figurom herojskoga neuspjeha u kasnijim prikazima. Godine 1759. bio je umiješan u francuske planove za invaziju na Britaniju, od čega se odustalo nakon britanskih pomorskih pobjeda.

## Mladost
Charles se rodio u palači Muti u Rimu, 31. prosinca 1720., gdje je njegovu ocu papa Klement XI. dodijelio rezidenciju. Proveo je gotovo cijelo djetinjstvo u Rimu i Bologni. Bio je sin Staroga Pretendenta, Jamesa, sina protjeranoga kralja Jakova II. i VII. i Marije Klementine Sobjeske, unuke Jana III. Sobjeskog, najpoznatijega po pobjedi nad Osmanlijama u Bitci kod Beča, 1683.
Imao je privilegiran o djetinjstvo u Rimu, gdje je dobio katolički odgoj u svojoj obitelji. Kao legitimni nasljednici prijestolja Engleske, Škotske i Irske - prema jakobitskom nasljeđu - obitelj je živjela uz određeni ponos, i tvrdu vjeru u božansko pravo kraljeva. Ponovno stjecanje prijestolja Engleske i Škotske bila je stalna tema razgovora u kućanstvu, što se osobito odražavalo na raspoloženju njegova oca.
Njegov djed, Jakov II. Engleski i VII. Škotski, vladao je zemljom od 1685. do 1688. Svrgnut je kad je Parlament pozvao nizozemskoga protestanta Vilima III. i njegovu ženu princezu Mariju, stariju kći kralja Jakova, da ga zamijene tijekom Slavne revolucije, 1688. Mnogi su protestanti, uključujući brojne istaknute parlamentarce, bili zabrinuti da kralj Jakov namjerava vratiti Englesku na katoličku stranu. Sve od Jakovljeva egzila, jakobiti su nastojali vratiti Stuarte na prijestolja Engleske i Škotske, koje su se 1707. ujedinile u Veliku Britaniju. Karlo Edvard imao je ključnu ulogu u potrazi za ovim ciljem.
Godine 1734., Karlo je Edvard promatrao francusku i španjolsku opsadu Gaete, što je bilo njegovo prvo viđenje rata. Njegovu je ocu uspjelo zadobiti obnovljenju podršku francuske vlade 1744., nakon čega je Karlo Edvard putovao u Francusku s jedinim ciljem zapovijedanja francuskom vojskom koja bi vodila invaziju na Englesku. Do invazije nije nikada došlo, jer je flotu raspršila oluja. Dok se flota ponovno okupila, britanska je flota primijetila diverziju koja ih je zavarala, te ponovno zauzela svoje položaje u Engleskom kanalu. To ipak nije omelo Karla Edvarda da nastavi svoju potragu za povratkom Stuarta na prijestolje.

## "Četrdeset-peta"
U prosincu 1743., Karlov otac imenovao ga je princom regentom, dajući mu ovlast da djeluje u njegovo ime. Osamnaest mjeseci kasnije, bio je na čelu pobune koju su podržali Francuzi, s namjerom da se njegova oca postavi na prijestolja Engleske i Škotske. Karlo je prikupio sredstva za opremanje dva broda: Elisabeth, starog ratnika sa 66 topova i Du Teillay (ponegdje i Doutelle), gusarski brod sa 16 topova, koji su uspješno iskrcali Karla i sedam suboraca kod Eriskaya, 23. srpnja 1745. Karlo se nadao podršci od francuske flote, ali je ona bila teško pogođena olujom, te je bio prepušten prikupljanju vojske u Škotskoj.
Jakobitski pokret još uvijek su podržavali brojni gorštački klanovi, i katolički i protestantski. Karlo se nadao toplu dočeku od tih klanova, kako bi započeo jakobitski ustanak diljem Britanije. Podigao je očevu zastavu kod Glenfinnana, i prikupio dovoljne snage za pohod na Edinburgh. Grad se, pod kontrolom edinburškoga lorda prepozita, Archibalda Stewarta, ubrzo predao. Dok je boravio u Edinburghu, umjetnik Allan Ramsay naslikao je Karlov portret, koji se čuva u zbirci grofa od Wemyssa u Gosford House.
Pobijedio je jedinu vladinu postrojbu u Škotskoj u bitci kod Prestonpansa, 21. rujna 1745. Vladine snage vodio je general sir John Cope, čija je katastrofalna obrana od jakobitske vojske ovjekovječena u pjesmi "Johnnie Cope". Do studenoga, Karlo je krenuo prema jugu, na čelu ljudstva od oko 6.000. Zauzevši Carlisle, njegova je vojska napredovala sve do Swarkestone Bridgea u Derbyshireu. Ovdje se, unatoč Karlovim prigovorima, njegovo vijeće odlučilo vratiti u Škotsku, imajući u vidu nedostatak engleske i francuske potpore i glasine o okupljanju velikih vladinih snaga. Jakobiti su ponovno krenuli na sjever, pobijedivši u bitci kod Falkirk Muira, ali ih je kasnije progonio sin kralja Đure II., vojvoda od Cumberlanda, koji ih je sustigao u bitci kod Cullodena, 16. travnja 1746.
Zanemarujući savjet jednoga od svojih generala, lorda George Murrayja, Karlo se odlučio za boj na ravnu, otvorenu, močvarnu tlu, gdje su njegove snage bile izložene nadmoćnu vladinu vatrenom oružju. Karlo je zapovijedao svojom vojskom s položaja iza svojih linija, odakle nije mogao vidjeti što se događa. Nadajući se da će Cumberlandova vojska napasti prva, postavio je svoje ljudstvo izloženo britanskom kraljevskom topništvu. Uvidjevši grešku, brzo je naredio napad, ali je njegov glasnik bio ubijen prije nego što je zapovijed dostavljena. Jakobitski napad, usmjeren u središte mušketne i topovske paljbe, bio je nekoordiniran i bez uspjeha.
Jakobiti su se probili kroz bajunete crvenih mundira na jednom mjestu, ali ih je ustrijelio drugi red vojnika, a preživjeli su utekli. Cumberlandove su snage počinile brojna zvjerstva loveći pobijeđene jakobitske vojnike, što mu je od gorštaka priskrbilo nadimak "Mesar". Murray je uspio odvesti skupinu Jakobita u Ruthven, namjeravajući nastaviti borbu. Međutim, smatrajući se izdanim, Karlo je odlučio napustiti jakobitsku stvar. Tijekom kampanje, James, vitez de Johnstone, služio je kao ađutant Murrayju, i kratko samomu Karlu. James je donio opis tih događaja iz prve ruke u svojim "Memoarima iz pobune 1745–1746."
Karlov bijeg koji je uslijedio postao je predmetom legendi i zabilježen je u popularnoj pučkoj pjesmi The Skye Boat Song (stihovi iz 1884., melodija tradicionalna), te u staroj irskoj pjesmi Mo Ghile Mear autora Seána Cláracha Mac Domhnailla. Krijući se u škotskim vrištinama, vladine su mu snage uvijek bile nadomak. Iako su mnogi gorštaci vidjeli Karla, te mu i pomogli, nitko ga od njih nije izdao za ponuđenih 30.000 funti nagrade. Karlu su pomagali pobornici kao što su Donald Macleod iz Galtrigilla, kapetan Felix O'Neill iz dinastije O'Neillovih iz Fewsa, i Flora MacDonald koja mu je pomogla pobjeći na otok Skye, vodeći ga prerušena u svoju irsku sluškinju, Betty Burke, u malom čamcu. Na taj je način izbjegao uhićenje i napustio zemlju na francuskoj fregati L'Heureux, stigavši u Francusku u rujnu. Prinčeva mogila označava tradicionalno mjesto na obalama Lock nan Uamh u Lochaberu, odakle je krenuo na posljednje putovanje iz Škotske. S izgubljenom jakobitskom kauzom, Karlo je proveo ostatak života — osim jednog kratkog, tajnog posjeta Londonu — na kontinentu.

## Kasniji život
Vrativši se u Francusku, Karlo je imao brojne afere; prva rodica Marie Louise de La Tour d'Auvergne, supruga Julesa, kneza od Guéméné, rodila mu je sina Karla (1748. – 1749). Iz Francuske je bio protjeran 1748., sukladno odredbama Sporazuma iz Aix-la-Chapellea, koji je priveo kraju rat između Britanije i Francuske.
Karlo je nekoliko godina u egzilu živio sa svojom škotskom ljubavnicom, Clemetinom Walkinshaw, koju je upoznao i započeo vezu s njom tijekom pobune 1745. Par je 1753. dobio kćer, Šarlotu. Karlova nemogućnost da se nosi s propašću poduhvata dovela je do njegovih problema s pićem, te su majka i kći napustile Karla, uz prešutni pristanak njegova oca Jakova. Šarlota je imala troje nezakonite djece s Ferdinandom, svećenikom iz obitelji Rohan. Njihov jedini sin bio je Charles Edward Stuart, grof Roehenstart. Mnogi od Karlovih pristaša sumnjali su da je Clemetina špijunka koju je postavila hanoverska vlada iz Velike Britanije.
Nakon poraza, Karlo je ukazao preostalih jakobitskim pristalicama u Engleskoj da bi, prihvaćajući nemogućnost stjecanja engleske i škotske krune ako ostane katolik, bio voljan pristati na protestantizam. Sukladno tomu, incognito je posjetio London 1750., i primio anglikansku pričest, vjerojatno u jednoj od preostalih "neprisegnutih" kapela. Biskup Robert Gordon, tvrdokorni jakobit, čija je kuća u Theobald's Rowu bila jedna od Karlovih sigurnih kuća za posjet, najvjerojatnije mu je dao pričest, a kao lokacija se još 1788. spominjala kapelica u Gray's Innu [Gentleman's Magazine, 1788.]. To je opovrgnulo prijedlog Davida Humea da je to bila crkva na Strandu. Međutim, vijest o njegovu obraćenju nije se naširoko oglasila, i Karlo se očito vratio rimokatoličkoj vjeri do vremena svoje ženidbe.
Na vrhuncu Sedmogodišnjeg rata, 1759., Karlo je pozvan u Pariz na sastanak s francuskim ministrom vanjskih poslova, vojvodom od Choiseula. Karlo nije uspio ostaviti dobar dojam, budući svadljiv i idealističan u svojim očekivanjima. Choiseul je planirao punu invaziju Englesku, uključujući 100.000 vojnika, čemu se nadao dodati i jakobite pod Karlovim vodstvom. Međutim, Karlo ga se tako slabo dojmio, da je odustao od mogućnosti jakobitske pomoći. Planiranu francusku invaziju, što je bila Karlova posljednja realistična šansa za povrat britanskoga prijestolja, u konačnici su zapriječile pomorske pobjede kod zaljeva Quiberon i Lagosa.
Karlov je otac umro 1766. Papa Klement XIII. priznavao je Jakova kao kralja Engleske, Škotske i Irske, kao Jakova III. i VIII., ali Karlu nije dao takvoga priznanja.
Karlo je 1772. oženio princezu Lujzu od Stolberg-Gederna. Isprva su živjeli u Rimu, a 1774. preselili su u Firenzu, gdje su 1777. kupili palaču San Clemente, kao svoju rezidenciju. U sjećanja na njega, ona je također poznata kao Palazzo del Pretendente. U Firezi je počeo koristiti titulu "grof od Albanya" kao alias. Ta se titula često koristila za njega u europskim publikacijama, a njegova žena Lujza je gotovo uvijek nazivana groficom od Albanya.
Lujza je 1780. napustila Karla. Tvrdila je da ju je Karlo fizički zlostavljao; u tu su tvrdnju suvremenici općenito vjerovali, iako je Lujza već bila umiješana upreljubničku vezu s talijanskim pjesnikom, grofom Vittoriom Alfierijem.
Karlo je 1783. potpisao akt pozakonjenja za svoju nezakonitu kćer, Šarlotu, koju je 1753. rodila Clementina Walkinshaw, kasnije poznata kao grofica od Alberstrofa. Karlo je Šarloti dao i titulu vojvotkinje od Albanya u škotskom plemstvu, i naslov "njezino kraljevsko visočanstvo", ali te počasti nisu Šarloti dali nikakvo pravo u naslijeđu prijestolja. Šarlota je živjela sa svojim ocem u Firenzi i Rimu sljedećih pet godina.
Tvrdnje dvojice šarlatana iz XIX. stoljeća, Charlesa i Johna Allena, alias Johna Sobjeskog Stuarta i Charlesa Edwarda Stuarta, da je njihov otac, Thomas Allen, bio zakoniti sin Karla i Lujze, su bez ikakve utemeljenosti.

## Smrt i pokop
Karlo je umro u Rimu, 31. siječnja 1788., u dobi od 68 godina, od udara. Prvo je bio pokopan u katedrali u Frascatiju, gdje je njegov brat Henrik Benedikt Stuart bio biskup. Nakon Henrikove smrti 1807., Karlovi su ostatci (osim srca) premješteni u kriptu bazilike sv. Petra u Vatikanu, gdje su položeni su njegova oca i brata. Majka mu je također pokopana u Bazilici sv. Petra. Srce mu je ostalo u katedrali u Frascatiju, gdje se čuva u maloj urni pod podom ispod spomenika.

## Grb
Kao pretendent - princ of Walesa, Karlo je nosio kraljevski grb, koji se razlikovao gredom s tri kraka.

## Vanjske poveznice
- McFerran, Noel S. Charles III
- Charles Edward Stuart, 1720–1788
- Ascanius; or, the Young Adventurer
- Prince Charles Edward Stuart National Galleries of Scotland

| Charles Edward Stuart Dinastija Stuart Rođ. 31. prosinca 1720. Umr. 31. siječnja 1788. |                                  |                                   |
| Pretendentske titule                                                                   |                                  |                                   |
| prethodnik Jakov Franjo Edvard Stuart                                                  | Jakobitska sukcesija 1766.–1788. | nasljednik Henrik Benedikt Stuart |